# Чуканов, Николай Александрович
Никола́й Алекса́ндрович Чука́нов (род. 1940) — советский инженер, конструктор, экономист, депутат Государственной думы первого созыва.

## Биография
Родился 25 мая 1940 года в городе Рассказово Тамбовской области.
Окончил в 1963 году Куйбышевский авиационный институт по специальности «ракетостроение». С 1963 по 1967 год — конструктор завода «Прогресс». В 1967—1991 годах — ведущий инженер ЦСКБ.
С 1991 по 1993 год — руководитель Самарского фонда новых экономических исследований.
С 1993 по 1995 год — депутат Государственной думы 1 созыва.
С 2001 года — президент Фонда «Фундаментальные исследования в общественных науках».
С 2013 года — научный руководитель Проекта «Согласие».

## Сочинения
- Информационная экономическая теория. Ч.1. / Н. А. Чуканов. — М.: Мир — 1994., 105 с., 5000 экз.
- Программа «Предельно радикальная экономическая реформа» Н. Чуканов, Д. Васильев, М. Малей, В. Агафонов,.- Государственный Архив РФ (номер дела 1203, Заголовок дела: Программа "Предельно радикальная экономическая реформа", разработанная группой народных депутатов по заданию Совета Министров РСФСР»). 1990., 71 с.
- Россия: ни плана, ни рынка / В. Медведев, Н. Чуканов, Д. Васильев, - М.: Регионы России -1998., 59 с, 100000 экз.
- Великая российская депрессия / Н. Чуканов, В. Медведев, М.: Регионы России - 1997 –54 с, 10000 экз.
- Природа успехов и поражений / Чуканов Н.А. М.: Слово. - 2004г. 284 с, 100 экз.
- Научно-социальный прогресс / Чуканов Н.А., Давыдов И.Н., Вель. Хабаровск,  - 2015г. 256 с, 200 экз.